# Kwartodecymanie
Kwartodecymanie (łac. quartodecimani, od łac. quarta decima – czternasty) – istniejące w pierwszych wiekach n.e. grupy chrześcijańskie obchodzące pamiątkę śmierci i zmartwychwstania Chrystusa w 14 dniu miesiąca nisan według żydowskiego kalendarza, w którym w ten dzień wypadało żydowskie święto Paschy. Zgodnie z tradycją, przypisywaną Janowi Apostołowi pierwsi chrześcijanie tego właśnie dnia upamiętniali te wydarzenia. Zwolennicy tej doktryny w tym dniu zachowywali ścisły post, a o brzasku następnego radośnie celebrowali Eucharystię połączoną z agapą.
Zwolenników tej praktyki w II i III wieku zwano od daty dnia – czternastego – kwartodecymanami. W wiekach następnych przyjęto inną praktykę świętowania pamiątki śmierci i zmartwychwstania Chrystusa: główne obchody obejmowały dzień zmartwychwstania, tj. Wielkanoc to jest pierwszą niedzielę po 14 nisan. Obecnie święta upamiętniające śmierć i zmartwychwstania Jezusa (Wielkanocy) wśród różnych wyznań chrześcijańskich odbywają się w różnych terminach (m.in. zależnie od tego, jakim kalendarzem się posługują).  
14 nisan Pamiątkę śmierci Jezusa Chrystusa nadal obchodzą wyznania wywodzące się z ruchu Badaczy Pisma Świętego, m.in. Świadkowie Jehowy, Świecki Ruch Misyjny „Epifania” i Wolni Badacze Pisma Świętego, a także Mesjańskie Zbory Boże (Dnia Siódmego).